# Roniéliton Pereira Santos
Roniéliton Pereira Santos, mais conhecido como Roni (Aurora do Tocantins, 28 de abril de 1977), é um ex-futebolista brasileiro que atuava como atacante.

## Carreira
Roni começou sua carreira no Vila Nova e, depois de uma rápida passagem pelo São Paulo, foi parar no Fluminense.
Em sua primeira passagem pelo Fluminense, entre 1997 e 2001, mesmo tendo sido rebaixado duas vezes e jogado a Série C, Roni conseguiu um certo destaque nacional, chegando inclusive a ser convocado para a Seleção Brasileira de Futebol.
Foi jogar na Arábia Saudita em 2001, mas não conseguiu se adaptar ao país e acabou retornando ao Fluminense no mesmo ano. Vestindo a camisa tricolor novamente, Roni participou da conquista do Estadual de 2002.
Em 2003, o jogador foi negociado com o futebol russo, onde permaneceu por três anos. Retornou ao Brasil jogando pelo Goiás, quando formou dupla de ataque com Souza e conquistou o Goianão de 2006.
Em meados de 2006, Roni acertou sua ida para o Atlético Mineiro, que então disputava a Série B do Campeonato Brasileiro. No Atlético, Roni manteve as boas atuações que vinha tendo no Goiás, ajudando o Galo Mineiro em seu retorno à Primeira Divisão.
No início da temporada de 2007, acertou sua transferência para o Flamengo, quando voltou a jogar ao lado de Souza. Infelizmente, a velha dupla do Goiás não teve o mesmo sucesso no Rubro-negro e, com isso, após quatro meses de poucos gols, Roni deixou o Flamengo e foi jogar novamente no futebol mineiro, dessa vez no Cruzeiro.
Roni desencantou na Raposa e voltou a marcar gols durante o Brasileirão de 2007. Terminado o seu contrato com o Cruzeiro, no início de 2008, Roni transferiu-se para o Japão, aonde foi atuar pelo Yokohama F. Marinos e, depois, pelo Gamba Osaka, onde conquistou a Liga dos Campeões da AFC.
Após praticamente um ano jogando no Japão, Roni volta ao Brasil para jogar agora pelo Santos.
No Paulistão de 2009, destacou-se por formar excelente dupla com o garoto Neymar, que ainda surgia entre os profissionais àquela época. No Brasileirão, foi reserva do atacante Kléber Pereira. Mesmo no banco, o experiente Roni já despertava o interesse de clubes como Vitória e Atlético Paranaense.
Porém, em julho, acertou seu retorno para o Fluminense, clube que defendeu em outras duas oportunidades. Entretanto, foi dispensado no dia 11 de janeiro de 2010, devido às fracas atuações que teve pelo clube no Brasileirão de 2009.
No ano de 2010, Roni acertou sua volta ao Vila Nova para jogar o Estadual e a Série B, com contrato até o fim do ano.
Depois de uma passagem regular pelo Vila Nova, entre 2010 e 2011, e uma que durou apenas sete jogos no Estadual pela Anapolina, já em 2012, e já aos 34 anos, Roni resolveu se aposentar do futebol profissional, ainda em março desse mesmo ano.

### Gols pela Seleção Brasileira principal
|    | Data                | Local                    | Resultado | Adversário     | Gols | Competição                     |
| -- | ------------------- | ------------------------ | --------- | -------------- | ---- | ------------------------------ |
| 1. | 1 de agosto de 1999 | Guadalajara, México      | 8–2       | Arábia Saudita | 1    | Copa das Confederações de 1999 |
| 2. | 4 de agosto de 1999 | Cidade do México, México | 3–4       | México         | 1    | Copa das Confederações de 1999 |

## Títulos
Vila Nova
- Campeonato Goiano: 1995
- Campeonato Brasileiro de Futebol - Série C: 1996

Fluminense
- Copa Rio: 1998
- Campeonato Brasileiro de Futebol - Série C: 1999
- Taça Centenário do Fluminense Football Club: 2002
- Campeonato Carioca: 2002

Al-Hilal
- Supercopa Árabe: 2001

Goiás
- Campeonato Goiano: 2006

Atlético-MG
- Campeonato Brasileiro de Futebol - Série B: 2006

Flamengo
- Campeonato Carioca: 2007
- Taça Guanabara: 2007

Gamba Osaka
- Liga dos Campeões da AFC: 2008
- Copa do Imperador: 2008